# Казеј (Павија)
Казеј је насеље у Италији у округу Павија, региону Ломбардија.
Према процени из 2011. у насељу је живело 2162 становника. Насеље се налази на надморској висини од 83 м.